# Юльев, Александр Николаевич

Мемориальная доска на здании дома №26, улица Маркова, Владикавказ

Алекса́ндр Никола́евич Ю́льев (27 февраля 1923 года — 9 февраля 1958 года) — участник Великой Отечественной войны, старший лётчик 43-го гвардейского штурмового авиационного полка 230-й штурмовой авиационной дивизии 4-й воздушной армии 2-го Белорусского фронта, Герой Советского Союза.

## Биография
Родился в семье железнодорожника. Русский. С раннего детства остался без отца. С 1932 по 1938 года обучался в железнодорожной школе № 1 (ныне — средняя общеобразовательная школа № 23) на улице Маркова, д. 26 в городе Орджоникидзе (ныне — Владикавказ). В этой школе окончил 7 классов. В 1938 году окончил школу фабрично-заводского ученичества при вагоноремонтном заводе. Работал токарем на этом же предприятии, и без отрыва от производства учился в Орджоникидзевском аэроклубе.
В РККА призван в мае 1941 года Орджоникидзевским горвоенкоматом Северо-Осетинской Автономной ССР. В 1942 году окончил Краснодарскую военную авиационную школу пилотов. Служил лётчиком-инструктором в запасном авиационном полку. На фронте в Великую Отечественную войну с 23 июня 1944 года. Член ВКП(б)/КПСС с 1945 года.
Принимал участие в разгроме гитлеровских войск на территории Белоруссии, Польши, Восточной Пруссии и Померании, нанося по врагу штурмовые удары под белорусскими городами: Могилёв, Минск, Новогрудок, Волковыск, Гродно.
25 июня 1944 года при выполнении боевого задания в районе посёлка городского типа Березино (с 1968 года — город), ныне Минской области Белоруссии, «Ил-2» гвардии младшего лейтенанта Юльева был атакован истребителями противника. Отлично владея техникой пилотирования, А. Н. Юльев успешно отбил атаки и выполнил боевое задание — сбросил бомбы на цель.
21 марта 1945 года, в ходе Восточно-Померанской наступательной операции советских войск, в районе населённого пункта Клайн-Кац, расположенного северо-западнее города Данцига (ныне Гданьск, Польша), «Ил-2» Юльева был подбит. Раненый пилот посадил его на территории противника и взорвал, а на рассвете 23 марта вместе с раненым стрелком-радистом Николаем Храмовым их подобрали наступающие советские танкисты и направили в госпиталь.
За время пребывания на фронте гвардии младший лейтенант Александр Юльев на самолёте-штурмовике «Ил-2» совершил сто сорок успешных боевых вылетов, уничтожил и повредил десять танков, три самоходных орудия, сорок пять орудий полевой и зенитной артиллерии, тридцать девять автомашин, сорок девять повозок с военными грузами, двадцать миномётов, пять блиндажей, два склада с боеприпасами, шесть железнодорожных вагонов и около двухсот пятидесяти гитлеровцев.
Указом Президиума Верховного Совета СССР от 15 мая 1946 года за образцовое выполнение боевых заданий командования на фронте борьбы с немецко-фашистскими захватчиками и проявленные при этом мужество и героизм гвардии младшему лейтенанту Юльеву Александру Николаевичу присвоено звание Героя Советского Союза с вручением ордена Ленина и медали «Золотая Звезда» (№ 8091);
После войны продолжил службу в армии. С 1949 года — в запасе. Жил в городе Дзауджикау (с 1954 года — Орджоникидзе, с 1990 года — Владикавказ). Работал мастером на одном из заводов родного города. Трагически погиб в автомобильной катастрофе.
Похоронен на Караван-Сарайном кладбище Владикавказа.

## Награды
- Медаль «Золотая Звезда» Героя Советского Союза (№ 8091);
- орден Ленина (№ 51876);
- два ордена Красного Знамени;
- орден Отечественной войны II степени;
- орден Красной Звезды;
- медали.

## Память
- Похоронен в столице Республики Северная Осетия — Алания — городе Владикавказе на Аллее Славы.
- 14 ноября 2015 года на здании дом № 26 на улице Маркова была установлена мемориальная доска[4][5].